# Joe Beck
Joe Beck (Philadelphia, 1945. július 29. – Woodbury, 2008. július 22.) amerikai dzsesszgitáros.

## Pályafutása
Hetenként hat estét játszott trióban, így meg tudott ismerkedni New York zenészeinek javával. 18 éves volt, amikor Stan Getz megbízta, hogy rögzítsen neki bizonyos harmóniákat. 1967-ben Miles Davisszel készített felvételeket. 1968-ban, (ekkor 22 éves volt) Gil Evans zenekarának tagja lett.
...jókor voltam jó helyen, a dzsesszzene egy nagyon sajátos korszakában. ...amikor befejeztem egy koncertet hajnali kettő körül, bementem a sarkon a Playboy Clubba, leültem Monty Alexanderhez vagy Les Spannhoz, és hagytam, hogy levegőt vegyenek, és befejeztem nekik a koncertet. Aztán elmentünk és meghallgattuk Kenny Burrell játékát a sarkon, vagy elmentünk a Minton's Playhouse-ban Wes Montgomeryt... hallgatni.
Beck játszott fúziós dzsesszt, a post bopot, a mainstream dzsesszt, soult, akár rockot is. Sok ismert zenész mellett stúdiózenészként is dolgozott, köztük volt Louis Armstrong, Duke Ellington, Buddy Rich, Woody Herman, Miles Davis, Maynard Ferguson, Howard Roberts, Tommy Tedesco, Larry Coryell, John Abercrombie, Tom Scott, Jeremy Steig, Frank Sinatra, Gloria Gaynor, Esther Phillips és Gabor Szabo.
Játszott a Royal Philharmonic Orchestra-val (London), a Milánói Filharmonikusokkal és a The Paris String Ensemble-lal is.

## Albumok
- Nature Boy (1969)
- Beck (Kudu, 1975)
- Watch the Time (1977)
- Beck and Zoller (1979)
- Relaxin' (1983)
- Friends (1984)
- Back to Beck (1988)
- The Journey (1991)
- Live at Salishan with Red Mitchell (1994)
- Finger Painting (1995)
- Alto with Ali Ryerson (1999)
- Polarity with Jimmy Bruno (2000)
- Strangers in the Night (2000)
- Django with Ali Ryerson (2001)
- Just Friends (2002)
- What Is My Heart For with Sarah Brooks (2002)
- Brazilian Dreamin' (2006)
- Tri07 (2007)
- Coincidence with John Abercrombie (2008)
- Get Me Joe Beck (2014)

## Díjak
- A National Academy of Recording Arts and Sciences: Most Valuable Player Award (ötször kapta meg).

## Filmek
- Joe Beck az IMDb-n